# Ortografi

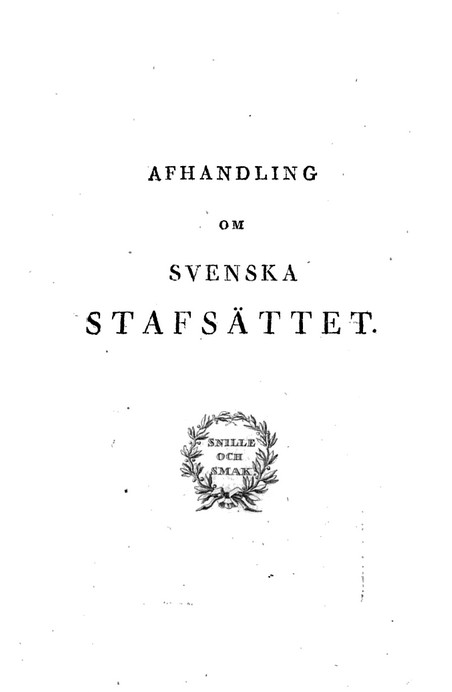
C. G. Leopolds "Afhandling om svenska stafsättet" 1801, ett betydelsefullt verk inom svensk ortografi.

Ortografi, även rättskrivning eller rättstavning, handlar om stavning, interpunktion, bruket av versaler och gemener, avstavning och särskrivning. Ortografi kan oftast direkt översättas med skriftspråk och inte sällan med stavning. Man kan också med ordet avse relationen, "samspelsmönstret", mellan ett språks grafem (skrivtecken) och dess fonem ("språkljudsenheter"), tryckaccenter och tonaccenter med mera. I finskans ortografi dubbeltecknas till exempel lång vokal, medan så ej är fallet i svenskans ortografi. För varje språk som har en skrift finns regler för hur talspråket ska överföras till skriften, och därför har varje skriftspråk sin egen ortografi. Ibland finns olikheter i ortografin mellan olika länder som har samma språk. Ett exempel är engelskt skriftspråk, där vissa olikheter beror på i vilket land språket skrivs. I engelska i Gamla världen, Australien och Nya Zeeland skriver man till exempel harbour, labour, medan man i framför allt i USA och Kanada skriver harbor, labor.

## Etymologi
Ortografi härrör latin: orthographia som i sin tur härrör klassisk grekiska: ὀρϑογραφία (orthogrăphĭ́ā), en sammanslagning av ὀρθός (orthós) som betyder ”rak, rät, riktig”, här kanske snarare ”rätt”, och γράφειν (gráphein) som betyder ”skriva”.

## Djupa och grunda ortografier
Bland fonografiska (ljudbaserade) skriftspråk, som svenskan tillhör, talar man om "djupa" och "grunda" ortografier. De senare har en hög grad av direkta och regelbundna relationer mellan bokstav och fonem på så sätt att en bokstav alltid tenderar att representera samma ljud och att ett ljud i princip alltid skrivs med samma bokstav. Grunda ortografier har bland andra spanskan och finskan. Djupa ortografier är det motsatta. I dem kan en bokstav ofta representera flera olika ljud, ofta beroende på omgivning och likaså kan ett visst ljud ofta stavas på många olika sätt. En del språk har också bokstäver som inte uttalas, men finns kvar i språken av historiska skäl. Ett exempel är d i det svenska ordet djup (med rikssvenskt uttal). Ett annat exempel är att h är stumt i nygrekiska och i alla romanska språk utom rumänska. Det kan råda ett tämligen regelbundet förhållande mellan skriftbild och ljudbild men det är inte lika direkt som hos de grunda ortografierna utan ligger på en "djupare" nivå. För de flesta är emellertid grunda ortografier lättare att avkoda, åtminstone till en början. Exempel på djupa ortografier är engelskans och franskans. Svenskans ligger på en medelnivå. Vid jämförelse med syskonspråkens ortografier ligger den djupare än norskans men grundare än danskans. Djupa ortografier avspeglar ofta ett äldre talspråk.

## Fonematiskt eller morfematiskt baserade skriftspråk
Grunda ortografier (alltså sådana som återspeglar det moderna språket) kan vara övervägande fonologiskt baserade (ljudorienterad stavning) eller övervägande morfematiskt baserade (forminriktad stavning). I det första fallet motsvarar bokstäverna uttalet (fonemen), som till exempel i det svenska ordet har, där de tre grafemen <h a r> motsvarar de tre fonemen /h a r/. I det andra fallet (morfematisk stavning) är regeln att ett morfem alltid ska stavas lika, oberoende av uttalet. Man skriver till exempel tryggt (av trygg), fast ordet uttalas som tryckt. I detta fall är det forminriktad stavning som gäller. Några i detta avseende renodlade ortografier existerar knappast. Vid ortografiska reformer i det förflutna (sådana blir numera allt svårare att genomföra) har man ofta inte varit tillräckligt medveten om distinktionen. I svenskan övergick man till exempel från godt till gott, vilket var ett steg i fonetisk riktning; danskan och norskan har bibehållit stavningen godt.

## Tre huvudprinciper inom ortografin

### Fonologiskt orienterad stavning
De språk som har en grund ortografi har en ganska fonologisk (ljudnära) stavning. Ett exempel på detta är finska, som till allra största delen har ett skriftspråk som överensstämmer med språkljuden.

### Morfologiskt orienterad stavning
Morfologiskt orienterad (forminriktad) stavning har som regel att ett morfem alltid stavas lika, oberoende av uttalet. Man skriver till exempel på svenska tryggt (av trygg), fast ordet uttalas som tryckt. Ett annat exempel är när man i franska skjuter in ett stumt e när man av verbet manger skriver andra person, presens som nous mangeons och första person imperfekt som je mangeais för att kunna behålla stammens mang.

### Traditionell stavning
Traditionell stavning avspeglar ett äldre uttal och medför ofta att skillnaden mellan skriftspråk och talspråk blir stor (djup ortografi). Många av de skriftspråk som har sitt ursprung i Europa har ett skriftspråk som avspeglar ett äldre talspråk. Speciellt i sådana språk där uttalet har ändrats mycket, som i franska och engelska, har inte skriftspråket hängt med. Sådana språk har en djup ortografi. För engelsk stavning finns också fler förklaringar än uttalsförändringar. Den engelska stavningen påverkades av fransk (normandisk) skrift under 1100-talet till 1400-talet. I slutet av 1400-talet hade boktryckarkonsten kommit till England, och till att börja med var tryckarna oftast utlänningar. När så småningom stavningen hade stabiliserats inträffade en stor uttalsförändring i engelska. De sju långa vokalerna som fanns i medelengelska förändrades, så att engelskan hade fått ett annat ljudsystem efter något århundrade av förändringar av uttalet. Skriftspråket förändrades inte, fast vokalerna hade ett annat uttal än tidigare.
Den traditionella stavningen avspeglar också assimilationer, som ofta sker när vissa mer svåruttalade konsonantföljder uttalas. 
I svenska kan nämnas böjda ord som grovt, där v alltid assimileras till f och äldst, där d faller bort, och likaså avledda ord som brådska, där d faller bort. Det kan också gälla sammansatta ord som matsäck, som traditionellt uttalas som massäck. Ibland kan stavningen påverka uttalet, så att uttal som jössel, bråska, låssas och massäck genom läsuttal återfår sitt äldre uttal.